# Puchar Świata w kolarstwie przełajowym 2005/2006
Puchar Świata w kolarstwie przełajowym w sezonie 2005/2006 to 13. edycja tej imprezy. Organizowany przez UCI, obejmował dziesięć zawodów dla mężczyzn oraz siedem dla kobiet. Pierwszy wyścig odbył się 23 października 2005 roku w belgijskim Kalmthout, a ostatni 22 stycznia 2006 roku w holenderskim Hoogerheide. 
W tym sezonie nie prowadzono klasyfikacji generalnej i nie przyznano indywidualnych wyróżnień.

## Wyniki

### Mężczyźni
| Lp  | Miejscowość | Data                 | 1. miejsce   | 2. miejsce          | 3. miejsce          |
| --- | ----------- | -------------------- | ------------ | ------------------- | ------------------- |
| 1.  | Kalmthout   | 23 października 2005 | Sven Nys     | Bart Wellens        | Petr Dlask          |
| 2.  | Tábor       | 29 października 2005 | Sven Nys     | Petr Dlask          | Kamil Ausbuher      |
| 3.  | Pijnacker   | 13 listopada 2005    | Sven Nys     | Richard Groenendaal | Gerben de Knegt     |
| 4.  | Wetzikon    | 4 grudnia 2005       | Sven Nys     | Richard Groenendaal | Bart Wellens        |
| 5.  | Mediolan    | 8 grudnia 2005       | Sven Nys     | Erwin Vervecken     | Enrico Franzoi      |
| 6.  | Igorre      | 11 grudnia 2005      | Bart Wellens | Petr Dlask          | Enrico Franzoi      |
| 7.  | Hofstade    | 26 grudnia 2005      | Sven Nys     | Erwin Vervecken     | Gerben de Knegt     |
| 8.  | Hooglede    | 31 grudnia 2005      | Sven Nys     | Erwin Vervecken     | Richard Groenendaal |
| 9.  | Liévin      | 15 stycznia 2006     | Sven Nys     | Francis Mourey      | John Gadret         |
| 10. | Hoogerheide | 23 stycznia 2006     | Sven Nys     | John Gadret         | Enrico Franzoi      |

### Kobiety
| Lp | Miejscowość | Data                 | 1. miejsce           | 2. miejsce        | 3. miejsce        |
| -- | ----------- | -------------------- | -------------------- | ----------------- | ----------------- |
| 1. | Kalmthout   | 23 października 2005 | Daphny van den Brand | Marianne Vos      | Hanka Kupfernagel |
| 2. | Pijnacker   | 13 listopada 2005    | Daphny van den Brand | Marianne Vos      | Maryline Salvetat |
| 3. | Mediolan    | 8 grudnia 2005       | Daphny van den Brand | Marianne Vos      | Hanka Kupfernagel |
| 4. | Hofstade    | 26 grudnia 2005      | Daphny van den Brand | Hanka Kupfernagel | Maryline Salvetat |
| 5. | Hooglede    | 31 grudnia 2005      | Daphny van den Brand | Hanka Kupfernagel | Lyne Bessette     |
| 6. | Liévin      | 15 stycznia 2006     | Daphny van den Brand | Marianne Vos      | Lyne Bessette     |
| 7. | Hoogerheide | 22 lutego 2006       | Daphny van den Brand | Hanka Kupfernagel | Mirjam Melchers   |